# Panzer General
Panzer General es un videojuego de estrategia por turnos de historia alternativa desarrollado en 1994 por la empresa Strategic Simulations, Inc. y ambientado en la Segunda Guerra Mundial.

## Descripción
Este juego es el primero de una serie programados por SSI (Strategic Simulation Inc.) combinando elementos de estrategia con una interfaz gráfica sencilla y fácilmente jugable.
Como el nombre indica, el jugador da vida a un general a cargo de una división de tanques en los comienzos de la Segunda Guerra Mundial y tendrá que luchar sus batallas a lo largo de diferentes mapas conquistando lugares estratégicos, aeropuertos, ciudades, etc., en una cantidad de turnos fijos para ganar, de esta manera se recorren varios campos de batalla europeos de la 2º GM, se puede jugar por escenarios, con 38 en total basados en batallas reales o ficticias, o por Campañas, con 5 en total:
- Polonia (1939) Desde la invasión de Polonia, hasta un eventual desembarco en Gran Bretaña.
- Norte de África (1941) Desde el Norte de África hasta una hipotética invasión de Medio Oriente.
- Operación Barbarroja (1941) Desde la Invasión alemana hasta la toma de Moscú.
- Husky (1943) Desde el desembarco aliado en Sicilia hasta el fin de la guerra.
- Kharkov (1943) Desde la ofensiva alemana de primavera hasta el final de la guerra.

El juego se desarrolla en un tablero de celdas hexagonales que representa el campo de batalla, con una escala variable de acuerdo a los escenarios, con sus accidentes geográficos y ubicaciones principales. A lo largo de él se despliegan las fichas que representan las unidades de los dos bandos, Tanques, Infantería, Aviación de caza, Bombarderos, Artillería, Unidades de Reconocimiento, etc, cada tipo de unidad tiene asignados unos valores y capacidades determinadas de acuerdo con su función. 
Hay tres formas de finalizar la misión: 
- Victoria Mayor: Cuando se conquistan todos los objetivos en la menor cantidad de turnos.
- Victoria Táctica: Cuando los objetivos demoran más turnos en ser conquistados.
- Derrota: Cuando el enemigo nos ha logrado detener una determinada cantidad de tiempo.

Con una victoria mayor se saltan las pantallas más difíciles, o se obtienen otras especiales, en el modo campaña las victorias mayores permiten cambiar la historia de la guerra, con cada derrota en muchos casos se puede seguir jugando pero es más difícil dar vuelta al resultado de la guerra.
Con cada batalla que luchas, las unidades adquieren mayor experiencia y se gana prestigio frente a sus superiores, con él se puede adquirir unidades nuevas, mejorar las existentes o adquirir prototipos de armas novedosas al inicio de cada escenario, además cada vez que se gana un mapa, se lleva una parte de tus unidades al siguiente escenario, de esta manera se va creando un grupo de batalla equilibrado y experimentado.